# Novillars
Novillars ist eine französische Gemeinde mit 1345 Einwohnern (Stand: 1. Januar 2022) im Département Doubs in der Region Bourgogne-Franche-Comté. Sie gehört zum Arrondissement Besançon und ist Mitglied im Gemeindeverband Grand Besançon Métropole. Die Bewohner werden Novillarois und Novillaroises genannt.

## Geographie
Novillars liegt auf 255 m, etwa neun Kilometer nordöstlich der Stadt Besançon (Luftlinie). Das Dorf erstreckt sich im Doubstal auf der rechten nördlichen Seite des Flusses, am nordwestlichen Rand des Juras, am Nordfuß der Côte.
Die Fläche des 2,02 km² großen Gemeindegebiets umfasst einen Abschnitt des Doubstals. Die südliche Grenze verläuft entlang dem Doubs, der hier durch eine rund 1,5 Kilometer breite, flache Talniederung nach Westen fließt und gleichzeitig die Wasserstraße des Rhein-Rhône-Kanals bildet. Vom Flusslauf erstreckt sich das Gemeindeareal nordwärts über die breite Talaue und eine 50 bis 80 m hohe Geländestufe bis auf das angrenzende Plateau. Dieses liegt durchschnittlich auf 330 m und wird von einem ausgedehnten Wald (Bois de Ban) bedeckt. Mit 335 m wird hier die höchste Erhebung von Novillars erreicht.
Nachbargemeinden von Novillars sind Amagney im Norden, Vaire im Osten und Süden sowie Roche-lez-Beaupré im Westen.

## Geschichte
Das Château de Novillars wurde um 1250 von einem Seitenzweig der Herren von Cicon gegründet. Unter dem Namen Novillus wurde das Dorf 1256 erstmals urkundlich erwähnt. Zusammen mit der Franche-Comté gelangte das Dorf mit dem Frieden von Nimwegen 1678 definitiv an Frankreich. Eine wirtschaftliche Entwicklung erfuhr Novillars 1883 mit der Eröffnung der Zellulosefabrik, die zeitweise mehr als 600 Arbeiter beschäftigte.

## Sehenswürdigkeiten

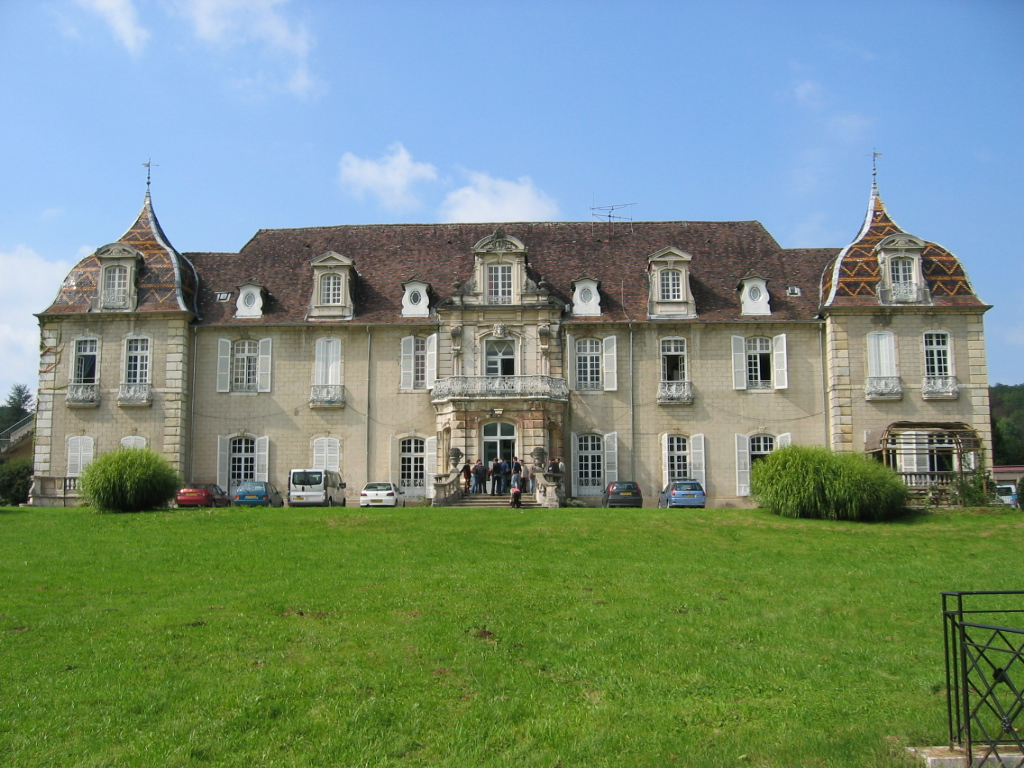
Château de Novillars

Die Dorfkirche von Novillars wurde im 18. Jahrhundert erbaut. Das Schloss wurde 1685 unter der Familie Jouffroy neu errichtet.

## Bevölkerung
| Jahr                       | 1962 | 1968 | 1975 | 1982 | 1990 | 1999 | 2006 | 2018 |
| Einwohner                  | 564  | 613  | 1803 | 1663 | 1610 | 1486 | 1624 | 1497 |
| Quellen: Cassini und INSEE |      |      |      |      |      |      |      |      |

Mit 1345 Einwohnern (Stand 1. Januar 2022) gehört Novillars zu den kleineren Gemeinden des Départements Doubs. Ein besonders starkes Bevölkerungswachstum erfuhr das Dorf zu Beginn der 1970er Jahre, nachdem das Spitalzentrum (Psychiatrische Klinik) eröffnet worden war. In dieser Zeit hat sich die Einwohnerzahl verdreifacht. Danach erfolgte ein langsamer Rückgang. Das Siedlungsgebiet von Novillars ist inzwischen mit demjenigen von Roche-lez-Beaupré zusammengewachsen.

## Wirtschaft und Infrastruktur
Novillars war lange Zeit ein vorwiegend durch die Landwirtschaft (Ackerbau, Obstbau und Viehzucht) und die Forstwirtschaft geprägtes Dorf. Die Industrialisierung erfolgte in den 1880er Jahren mit dem Bau der Zellulosefabrik. Seit den 1970er Jahren hat sich am Ortsrand eine Gewerbe- und Industriezone entwickelt. Heute sind die Papierfabrik (Nachfolgerin der ehemaligen Zellulosefabrik) und das Spitalzentrum die wichtigsten Arbeitgeber von Novillars. Daneben gibt es verschiedene Betriebe des Einzelhandels. Mittlerweile hat sich das Dorf auch zu einer Wohngemeinde gewandelt. Viele Erwerbstätige sind deshalb Wegpendler, die in der Agglomeration Besançon ihrer Arbeit nachgehen.
Die Ortschaft ist verkehrstechnisch gut erschlossen. Sie liegt an der Hauptstraße N83, die von Besançon nach Montbéliard führt. Der nächste Anschluss an die Autobahn A36 befindet sich in einer Entfernung von ungefähr acht Kilometern. Eine weitere Straßenverbindung besteht mit Amagney. Novillars besitzt einen Bahnhof an der Eisenbahnstrecke Dole–Besançon–Belfort.